# Faron Young
Faron Young, född 25 februari 1932 i Shreveport, Louisiana, död 10 december 1996 i Nashville, Tennessee, var en amerikansk sångare och låtskrivare. Young är sedan år 2000 invald i Country Music Hall of Fame. Bland hans hits finns "If You Ain't Lovin' (You Ain't Livin')", "Live Fast, Love Hard, Die Young", "Hello Walls" och "It's Four in the Morning".

## Diskografi

### Album
| År   | Album                                         | US Country | Skivbolag               |
| ---- | --------------------------------------------- | ---------- | ----------------------- |
| 1957 | Sweethearts or Strangers                      | —          | Capitol T-778           |
| 1958 | The Object of My Affection                    | —          | Capitol T-1004          |
| 1959 | This Is Faron Young!                          | —          | Capitol T-1096          |
| 1959 | My Garden of Prayer                           | —          | Capitol T-1185          |
| 1959 | Talk About Hits                               | —          | Capitol T-1245          |
| 1960 | Faron Young Sings the Best of Faron Young     | —          | Capitol ST-1450         |
| 1961 | Hello Walls                                   | —          | Capitol ST-1528         |
| 1961 | The Young Approach                            | —          | Capitol ST-1634         |
| 1963 | All Time Greatest Hits                        | —          | Capitol DT-2037         |
| 1963 | This Is Faron                                 | —          | Mercury SR-60785        |
| 1963 | Aims at the West                              | 11         | Mercury SR-60840        |
| 1964 | Story Songs for Country Folks                 | 7          | Mercury SR-60896        |
| 1964 | Country Dance Favorites                       | 7          | Mercury SR-60931        |
| 1964 | Story Songs of Mountains and Valleys          | —          | Mercury SR-60931        |
| 1965 | Pen and Paper                                 | —          | Mercury SR-61007        |
| 1965 | Greatest Hits                                 | —          | Mercury SR-61047        |
| 1966 | Sings the Songs of Jim Reeves                 | 18         | Mercury SR-61058        |
| 1967 | Unmitigated Gall                              | 18         | Mercury SR-61110        |
| 1968 | Greatest Hits Vol. 2                          | 24         | Mercury SR-61143        |
| 1968 | Here's Faron Young                            | 35         | Mercury SR-61174        |
| 1969 | I've Got Precious Memories                    | 38         | Mercury SR-61212        |
| 1969 | Wine Me Up                                    | 13         | Mercury SR-61241        |
| 1970 | The Best of Faron Young                       | 45         | Mercury SR-61267        |
| 1970 | Occasional Wife                               | 31         | Mercury SR-61275        |
| 1971 | Step Aside                                    | 19         | Mercury SR-61337        |
| 1971 | Leavin' and Sayin' Goodbye                    | 23         | Mercury SR-61354        |
| 1972 | Its Four in the Morning                       | 11         | Mercury SR-61359        |
| 1972 | This Little Girl of Mine                      | 17         | Mercury SR-61364        |
| 1973 | This Time the Hurtin's on Me                  | 19         | Mercury SR-61376        |
| 1973 | Just What I Had in Mind                       | 26         | Mercury SRM1-674        |
| 1974 | Some Kind of a Woman                          | 25         | Mercury SRM1-698        |
| 1974 | A Man and His Music                           | 45         | Mercury SRM1-1016       |
| 1976 | I'd Just Be Fool Enough                       | —          | Mercury SRM1-1075       |
| 1977 | The Best of Faron Young Vol. 2                | 32         | Mercury SRM1-1130       |
| 1978 | That Young Feelin'                            | —          | Mercury SRM1-5005       |
| 1979 | Chapter Two                                   | —          | MCA −3092               |
| 1980 | Free and Easy                                 | —          | MCA – 3212              |
| 1987 | Funny How Time Slips Away (med Willie Nelson) | —          | Columbia FC – 39484     |
| 1987 | Here's to You                                 | —          | Step One SOR – 0040     |
| 1987 | Greatest Hits 1–3                             | —          | Step One SOR – 43/44/45 |
| 1988 | Country Christmas                             | —          | Step One SOP – 0059     |
| 1990 | Memories That Last (med Ray Price)            | —          | Step One SOP – 0068     |
| 1993 | Live in Branson                               | —          | Laserlight 12137        |